# Европейский союз эсперанто
Европейский союз эсперанто (эсп. Eŭropa Esperanto-Unio) объединяет национальные ассоциации эсперанто государств ЕС и проводит каждые два года конгрессы в Мариборе (Словения).
В декабре 2009 года Европейский союз эсперанто напечатал полностраничное объявление в французской газете «Le Monde», призывающее к использованию языка эсперанто вместо английского.
В 2011 году Президентом Европейского союза эсперанто был Шон о Райн (Seán Ó Riain).

## Конгрессы
До 2012 года конгресс Европейского Союза эсперантистов (KEEU) вне Словении собирался 11 раз. Темой конгресса 2012 года было «изучение языка в ЕС».
| N° | Дата             | Город            | Страна   | Участники | Страны |
| -- | ---------------- | ---------------- | -------- | --------- | ------ |
| 10 | 2014-07-06/12    | Рижеко           | Хорватия | 146       | 21     |
| 9  | 2012-07-16/20    | Галиво           | Ирландия | 157       | 28     |
| 8  | 2008-05-28/06-02 | Herzberg am Harz | Германия | 400       | 23     |
| 7  | 2007-07-28/08-04 | Марибото         | Словения | 256       | 29     |
| 6  | 2004-08-25/29    | Бильбао          | Испания  | 284       | 24     |
| 5  | 2002             | Верона           | Италия   |           |        |
| 4  | 2000-04-27/05-01 | Остедо           | Бельгия  | 400       |        |
| 3  | 1997             | Штутгарт         | Германия |           |        |
| 2  | 1995-06-02/06    | Париж            | Франция  | > 400     |        |
| 1  | 1992             | Верона           | Италия   |           |        |

В июле-августе 2007 года на конгрессе присутствовало 256 делегатов из 28 стран, в том числе два члена Европарламента, Малгожат Гандзлик из Польши и Людмила Новак из Словении.
На конгрессе 2011 года, проходившем в Копенгагене, были приняты следующие решения:
1) 2012 год был провозглашён «Годом Тибора Секеля», к столетию со дня его рождения.

« Секели (Sekelj) был не только видным эсперантистом, но и исключительно успешным писателем, написавшим более 20 книг. Треть его книг была написана на эсперанто и переведена на многие языки. Он был исследователем, географом, археологом, этнографом, журналистом, режиссёром, известным эсперантистом. Он основал около десяти национальных ассоциаций ассоциаций в основном в Азии и Южной Америке».

2) Была поддержана инициатива граждан ЕС петь европейский гимн на языке эсперанто.